# Joachim Sillem

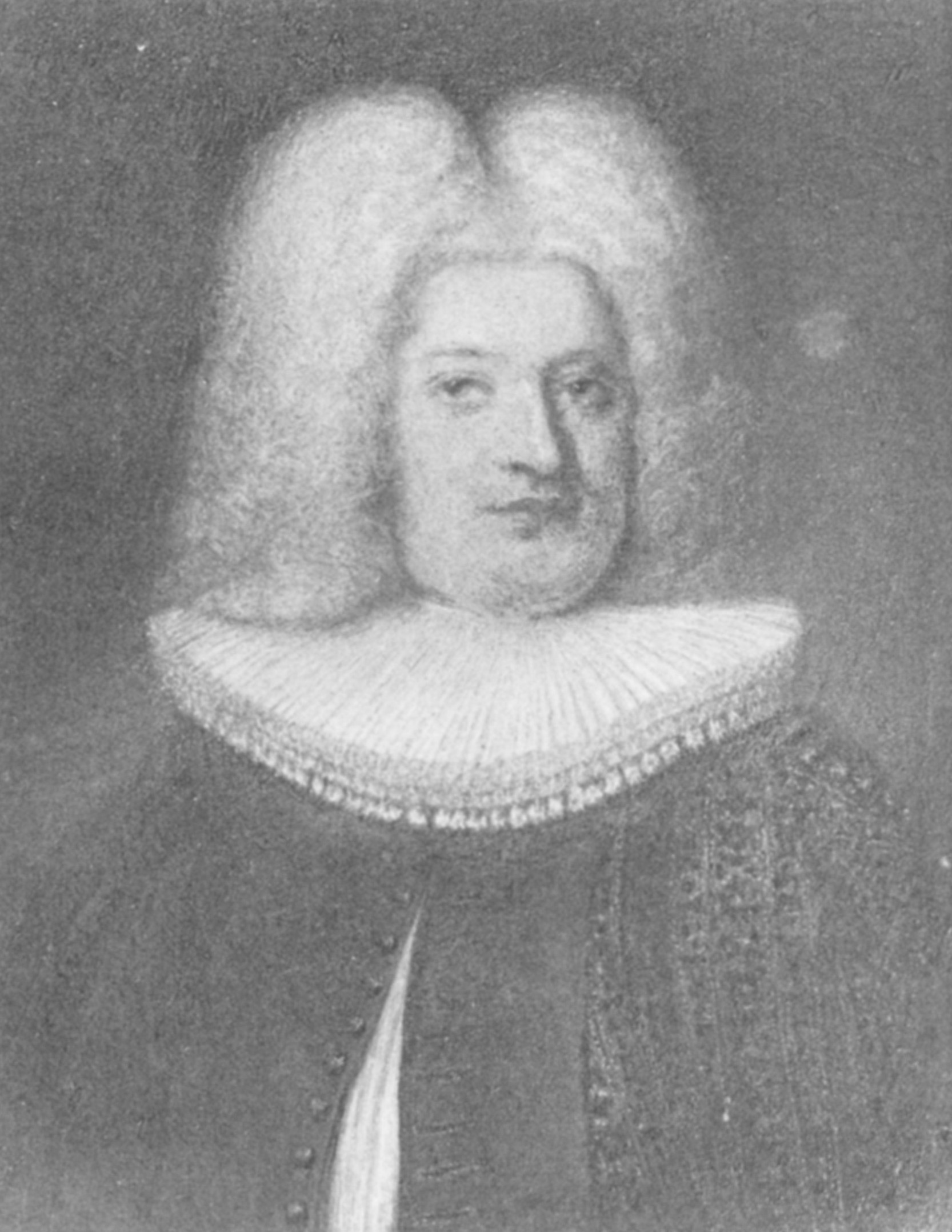
Joachim Sillem

Joachim Sillem (* 12. Dezember 1691 in Hamburg; † 3. Oktober 1737 ebenda) war ein deutscher Jurist und Hamburger Ratsherr. 

## Leben
Nach seiner Schulbildung studierte Sillem Jurisprudenz an der Universität Groningen und promovierte dort im Jahr 1718 unter dem Vorsitz von Theodorus Muyckens (1665–1721) zum Lizenziaten beider Rechte.
In Hamburg wurde Sillem am 2. Mai 1721 zum Ratssekretär und am 18. September 1728 zum Ratsherrn gewählt. Im Jahr 1736 übernahm er als solcher die Prätur, starb aber bereits im Jahr darauf. Sein Schwager Joachim Rentzel (1694–1768) wurde an seine Stelle in den Rat gewählt.
Der Scharfrichterpfennig mit dem Familienwappen des Ratsherrn Sillem aus dem Jahr 1737 befindet sich im Museum für Hamburgische Geschichte.

## Familie
Sillem war ein Sohn des Ratsherrn Helwig Sillem (1653–1714) und dessen Ehefrau Catharina Agneta Peters.
Am 29. Juli 1721 heiratete er Anna Margaretha Rentzel (1697–1736), Witwe des Advokaten Eberhard vom Kampe (1687–1720) und Schwester des Ratsherrn Joachim Rentzel (1694–1768). Das Ehepaar hatte fünf Kinder. Von diesen promovierte der Sohn Joachim (1722–1778) zum Doktor der Rechte und starb unverheiratet als Advokat in Hamburg, die Tochter Anna Margaretha (1732–1788) heiratete ihren Cousin Garlieb Rentzel (1727–1796) und ein weiterer Sohn, der Kaufmann Garlieb Helwig Sillem (1728–1801), heiratete Louise Marie Matthiessen (1749–1826) und war der Vater des Kaufmanns Hieronymus Sillem (1768–1833).

## Werke
- Theses inauguralis ex jure civili et Statutario Hamburgensi. Velsen, Groningen 1718, OCLC 551447477.